# دار النقيل (بعدان)

تعديل مصدري - تعديل

دار النقيل هي إحدى قرى عزلة الدعيس بمديرية بعدان التابعة لمحافظة إب، بلغ تعداد سكانها 182 نسمة حسب تعداد اليمن لعام 2004.